# Compsospiza
Compsospiza là một chi chim trong họ Thraupidae.